# يو إف سي ليلة القتال: روزينسترويك ضد غازييف
يو إف سي ليلة القتال: روزينسترويك ضد غازييف (بالإنجليزية: UFC Fight Night: Rozenstruik vs. Gaziev)‏ هو حدث لفنون القتال المختلطة نظمته يو إف سي، أُقيم في 2 مارس 2024، على يو إف سي أبيكس في إنتربرايز، نيفادا، وهي جزء من منطقة لاس فيغاس الحضرية، الولايات المتحدة.